# めぐり愛して
めぐり愛しては、1999年2月25日、ソニー・ミュージックエンタテインメントからプレイステーション向けに発売された恋愛シミュレーションゲームである。『ときめきメモリアル』の主要開発スタッフの一人である永山義明が同社に移り企画制作ディレクターを務めた。

## ゲーム内容
主人公は「昔出ていった街に帰ってきた男子高校生で、幼少期の顔見知りが多く在籍する学校に転入してきた」ことになっている。
プレイヤーはこの主人公の視点に立って、学園生活を満喫することが期待されているが、恋愛シミュレーションというカテゴリに入っているとおり、登場する女性キャラクターとの関係性を発展させていくことがゲームの主な目的となっている。
主人公がこの学校で過ごすのは高校2年生の文化祭の前から、高校3年生の卒業式までの間である。また、ゲーム冒頭にある通り、高校を卒業した主人公は何らかの理由で「親愛なる」人物と道を違え、数年後に再会することを約束されており、ゲーム世界はその中の思い出として描写されている。

### システム
プレイヤーは主人公キャラクターの行動スケジュールを週単位で管理し、選択された行動によって主人公のパラメータは上下する。行動指針は大まかに勉強・運動・交友などであり、実際にどの勉強をするのかなどの具体的な指示は出すことができない。実際にはいくつかの行動選択が自動的になされているのか、画面中央に表示される主人公の行動パターンはたとえば勉強と行っても文科系、理数系などの基本的な学習から音楽・美術といったものまでが見て取れる。
このような内的パラメータの操作にはほかに、土日の行動計画を用いることができる。土日の比較的自由な時間を用いて街や学校内の散策をすることによってさまざまなパラメータが上下する。さらに、土日の行動計画はゲームの進行上で登場する女性キャラクターとの関係性の開始・維持・発展および解消に用いることができる。女性キャラクターとの関係性は、後輩の岡崎真由と幼馴染の瑞樹紗奈を除けば、その開始が約束されていない。
主人公キャラクターのパラメータが一定の閾値を超えることによって登場するものが大半を占めるため、平均的に打ち消しあうような行動計画を取っている場合は女性キャラクターの登場は遅れるか、もしくは登場しなくなるのでなんらかの意図と戦略を持ってプレイヤーは行動選択をする必要がある。また、関係性の維持や管理を怠るとそれまで築いていた関係が一気に悪転するだけでなく、狭い学校という場に合っては悪評という形で伝播し、それまで構築してきた状況が一変する可能性がある。これを避ける意味でも女性キャラクターとの関係性の維持は本ゲームの重要な要素となっている。
週単位のスケジュールの設定によるパラメータの操作は『ときめきメモリアル』や『プリンセスメーカー』など、過去のゲームを事例として見ることができるが、本ゲームにおいてはもう一つの管理対象である女性キャラクターとの関係性が非常に難しい設定となっている。

### グラフィック
OP制作はグループタック。原画は東映動画等。背景は美峰。CGは（有）光遊社等。
低解像度であるのにもかかわらず、ドット絵としてグラフィックを修正されていない。またアスペクト比も調整されていないキャラが崩れたグラフィックもある。

### 音楽
全ての楽曲を梶浦由記が制作している。オープニングの「恋の奇跡」はその後カラオケや、歌手である千葉紗子のアルバムに再録されている。オープニングアニメーションはグループ・タックが制作している。
エンディング「そばにいて」を歌った星川龍美は、その後芸名を数回替えてしまっている。

## 登場人物
瑞樹紗奈
声 - 北島智恵子
9月12日生まれ。身長162cm。3サイズはB83、W58、H85。
著名な建設家の一人娘。主人公の幼なじみ。主人公が小学4年生で転校することになるまでは家族の様な付き合いをしていた。現在は理知的で優しく、クラスでの人望も厚く、多くの男子生徒が憧れを抱く美女に成長している。
岡崎真由
声 - 愛河里花子
8月8日生まれ。身長159cm。3サイズはB81、W58、H84。
2年下の後輩。快活で子どもっぽい。積極的で努力家だが感情の起伏が激しく、思ったことが顔に出るのでからかわれやすいシンプルな性格。
茅野千秋
声 - 浅田葉子
10月25日生まれ。身長156cm。3サイズはB79、W58、H84。
文芸部。読書を好む。口数が少なく、聞かれた事に答えるくらいしか喋らない。もの静かで夢見がちな反面、大人びた性格もあわせもっている。
相馬七恵
声 - 中川亜紀子
7月2日生まれ。身長155cm。3サイズはB85、W63、H86。
料理部。ふんわりとした性格で、料理が得意。欠点は好きな男子の前では赤面して話せなくなってしまう。実家は下町の金型工場。
本田遥夏
声 - 新山志保、荒川美奈子
2月19日生まれ。身長167cm。3サイズはB82、W63、H87。
陸上部。明るくさっぱりとした、誰にでも分け隔てなく声をかける性格を持っている。男勝りな部分が目立つが、ファンシーグッズが好きな一面もある。
新山志保は開発期間中に降板。発売から1年後に死去した為、本作が彼女の遺作となった。
朝水りょう
声 - 小桜エツ子
12月3日生まれ。身長153cm。3サイズはB78、W57、H83。
マイコン部。新しいものや珍しいものに興味を示し、触ってみないと気が済まない性格。よく失敗するが、都合よく忘れる。生き物恐怖症。
神崎せれな
声 - 関根明子
5月21日生まれ。身長169cm。3サイズはB90、W62、H92。
理事長の姪。父は旧財閥、母は旧華族の混血というお嬢様。プライドが高く、高飛車な性格。神崎くれはの双子の妹。
神崎くれは
声 - 黄姫良
5月22日生まれ。身長169cm。3サイズはB90、W62、H92。
茶道部。神崎せれなの双子の姉で、スイスの寄宿学校に留学していた。せれなとは対照的におしとやかな性格だが、世間の常識に疎い。時代劇のファン。
大竹志保子
声 - 深見梨加
23歳。身長164cm。3サイズはB84、W61、H86。
保健の先生。親しみやすく、生徒から信頼されている。
渡辺直子
声 - 宮村優子
天地つぐみ
声 - 冬馬由美
相馬昭夫
声 - 松本梨香
上條俊介
声 - 子安武人
平山剛士
声 - 岩田光央

## 主題歌
（全作詞・作曲：梶浦由記）
- 主題歌「恋の奇跡」
  - 歌：千葉紗子
- エンディング曲「そばにいて」
  - 歌：星川龍美
- 音楽：梶浦由記